# Puteaux
Puteaux là một xã trong vùng đô thị Paris, thuộc tỉnh Hauts-de-Seine, vùng hành chính Île-de-France của nước Pháp, có dân số là 40.780 người (thời điểm 1999).

## Những người con của thành phố
- Emmanuelle Devos (sinh 1964), nữ diễn viên